# Auers glödljus

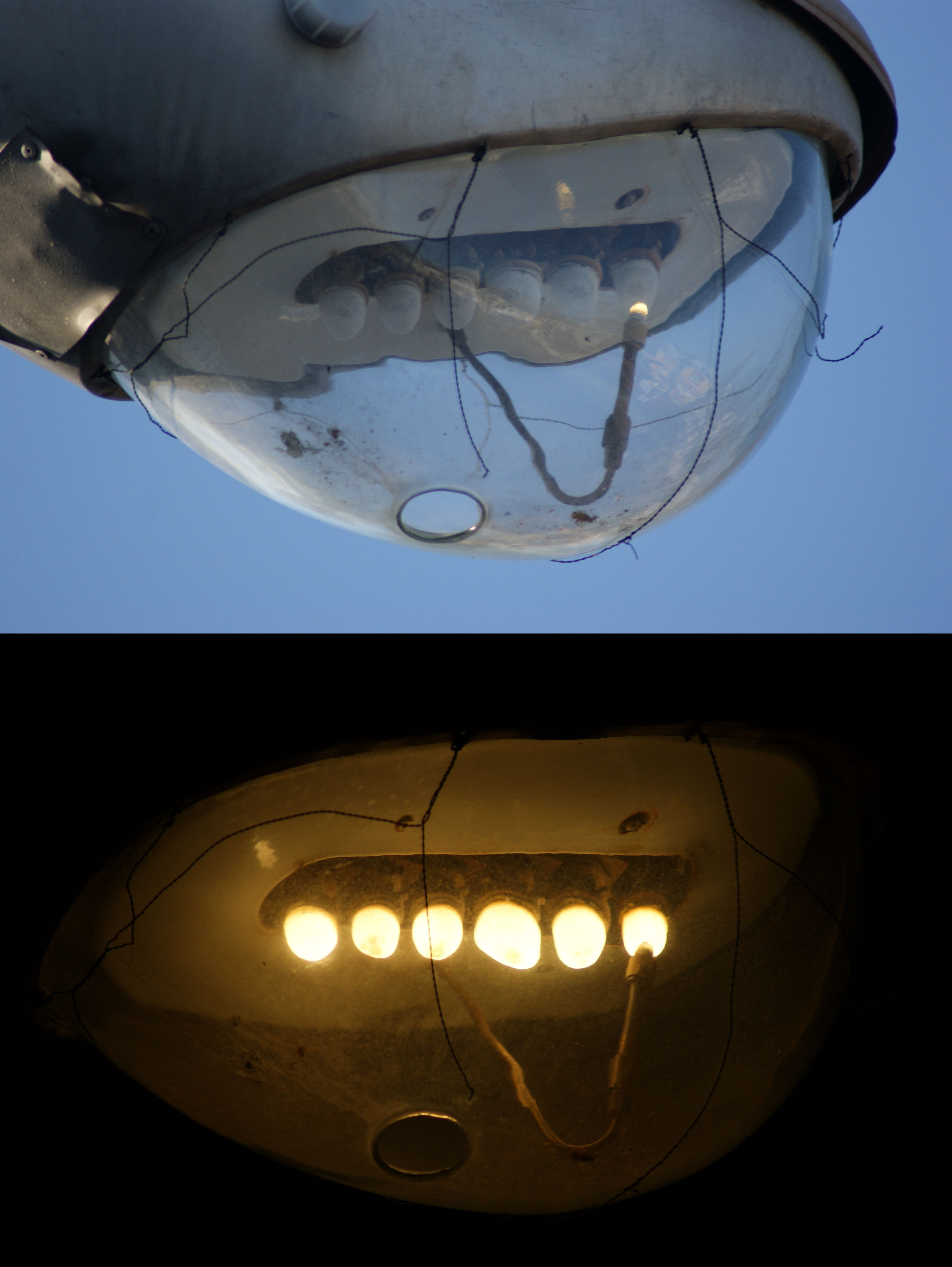
Glödstrumpor i en gaslykta, släckta, respektive tända.

Auers glödljus, även kallad auerlampa, auerbrännare eller gasglödljus, består av en glödkropp, den så kallade glödstrumpan, som i brinnande gas glöder/lyser i ett starkt vitt sken. Ljuset har sitt namn efter österrikaren Carl Auer von Welsbach som fick patent för sin glödstrumpa 1885. Auers uppfinning innebar att det var värmen istället för lyskraften i gas som utnyttjades för belysning.

## Historik
Auers glödljus var ett av många steg att förbättra belysningstekniken under 1800-talets andra hälft och kan ses som en vidareutveckling av oljelampan och gaslyktan. Principen bygger på att gas i sig har en knappt synbar låga. Auers uppfinning patenterades i Tyskland under namnet Auer-Glühstrumpf den 23 september 1885. Detta glödnät bestod av 60% MgO, 20% La2O3 och 20% Y2O3 År 1890 förbättrades glödnätet, nu var sammansättningen ThO2 + CeO2. Detta glödnät framställde Auer von Welsbach genom att dränka in ett stickat bomullsnät med en lösning av toriumnitrat och ceriumnitrat.  Han förbrände sedan försiktigt själva bomullen och fick så ett stabilt, finmaskigt nät bestående av de motsvarande oxiderna. Tillsammans med gas som tänds på började nätet (glödstrumpan) att glöda och avge ett starkt vitt ljus. År 1896 började produktion av glödnät vid svenska fabriker genom att kringgå patentet.
Genom Auers uppfinning fick gaslyktan en mycket bättre verkningsgrad med bibehållen gasförbrukning och blev en konkurrent till Thomas Edisons glödlampa. I Stockholm infördes Auers glödljus först på Norrbro och Jakobsgatan 1893. Några år senare var nyheten helt genomförd i Stockholms gatubelysning. Fram till 1940-talet var gatubelysningarna i svenska tätorter baserade på Auers glödljus. Den sista gaslampan med glödstrumpa i Stockholm släcktes 1941.